# Tambourissa kirkii
Tambourissa kirkii är en tvåhjärtbladig växtart som beskrevs av Alberto Judice Leote Cavaco. Tambourissa kirkii ingår i släktet Tambourissa och familjen Monimiaceae. Inga underarter finns listade i Catalogue of Life.